# Жожикашвілі Володимир Олександрович
Володимир Олександрович Жожикашвілі (28 травня 1925 - 1 листопада 2008) — видатний вчений, доктор технічних наук, генеральний конструктор радянської системи бронювання авіаквитків «Сирена»
Працював в московському Інституті проблем управління ім. Трапєзнікова (ІПУ), де очолював лаб. № 17 «Автоматизованих систем масового обслуговування» з дня її заснування в 1957 р.
Відомий як автор декількох праць, які були виконані або вперше у світі, або вперше в СРСР і Росії. До цих робіт належать розробка безконтактних систем телемеханіки на магнітних елементах з прямокутною петлею гістерезису і автоматизованих систем масового обслуговування, у тому числі з технологією комп'ютерного розпізнавання мови.
Професор, академік Міжнародної академії інформатизації, іноземний член Академії наук Грузії, заслужений машинобудівник РРФСР.